# Esola longicauda
Esola longicauda är en kräftdjursart som beskrevs av Edwards 1891. Esola longicauda ingår i släktet Esola och familjen Laophontidae. Inga underarter finns listade i Catalogue of Life.